# Onatas
Onatas (en griego: Ὀνάτας; siglo V a. C.) de Crotona o Tarento fue un filósofo pitagórico. Nada se sabe de su vida, salvo un largo pasaje de una obra titulada Sobre Dios y lo Divino (en griego: Περὶ θεοῦ καὶ θείου), que se conserva en la obra de Estobeo. La obra data probablemente del siglo I a. C. o d. C. y forma parte de la literatura neopitagórica seudónima.
El autor ("Pseudo-Onatas") argumenta que Dios es una parte gobernante del universo, aunque el universo mismo no es Dios sino solo divino. Se posicionó en contra de la creencia en una sola deidad sobre la base de los muchos "poderes" del universo; por lo que deben pertenecer a diferentes dioses. También afirmó que la mezcla terrosa del cuerpo contamina la pureza del alma.